# Tempuran (Demak)
Tempuran is een bestuurslaag in het regentschap Demak van de provincie Midden-Java, Indonesië. Tempuran telt 3091 inwoners (volkstelling 2010).